# Trnje (Velika Gorica)
Trnje is een plaats in de gemeente Velika Gorica in de Kroatische provincie Zagreb. De plaats telt 50 inwoners (2001).